# Stazione di trasmissione radio navale di Niscemi

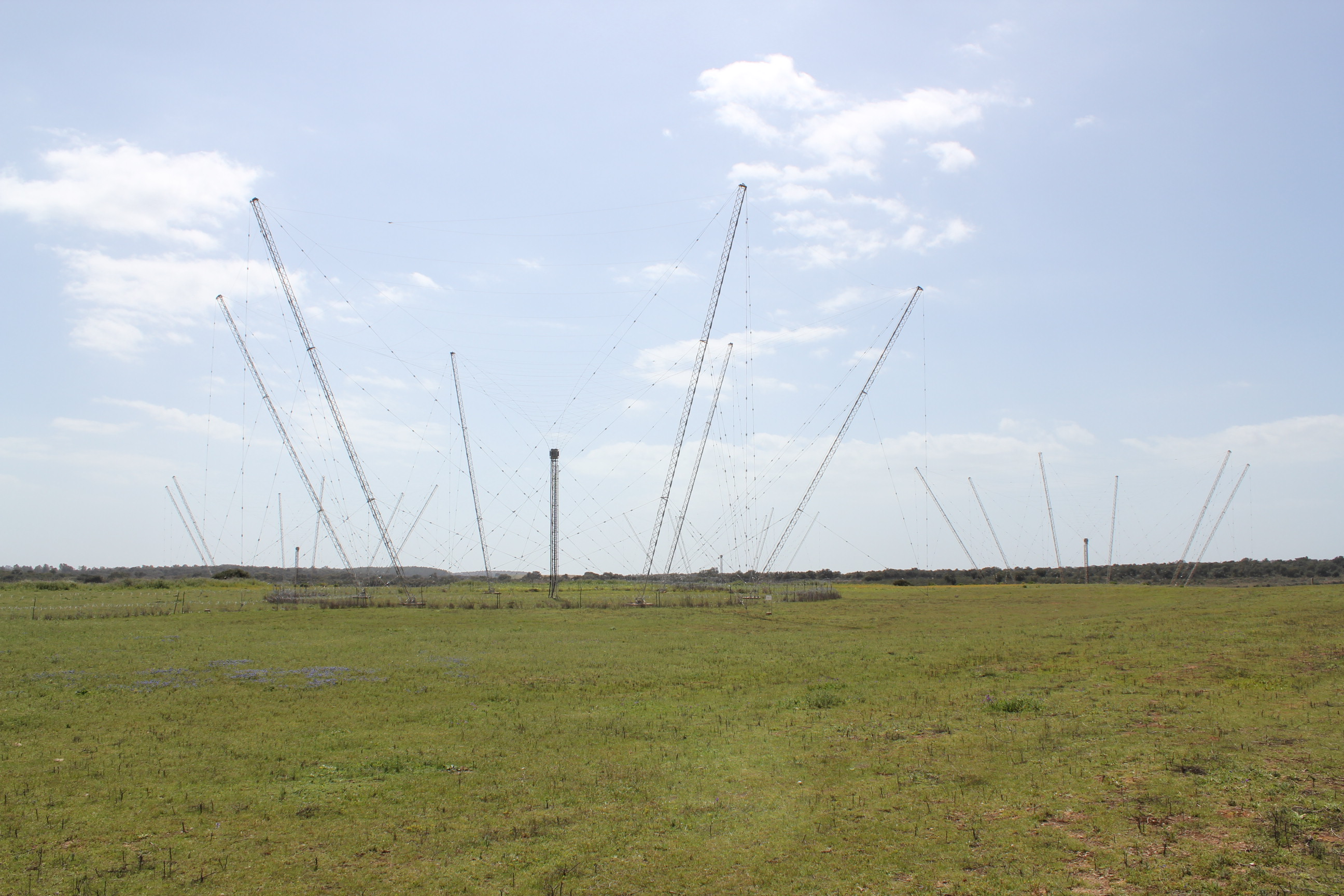
Antenne ad alta frequenza "Dual Mode" presso la NRTF Niscemi

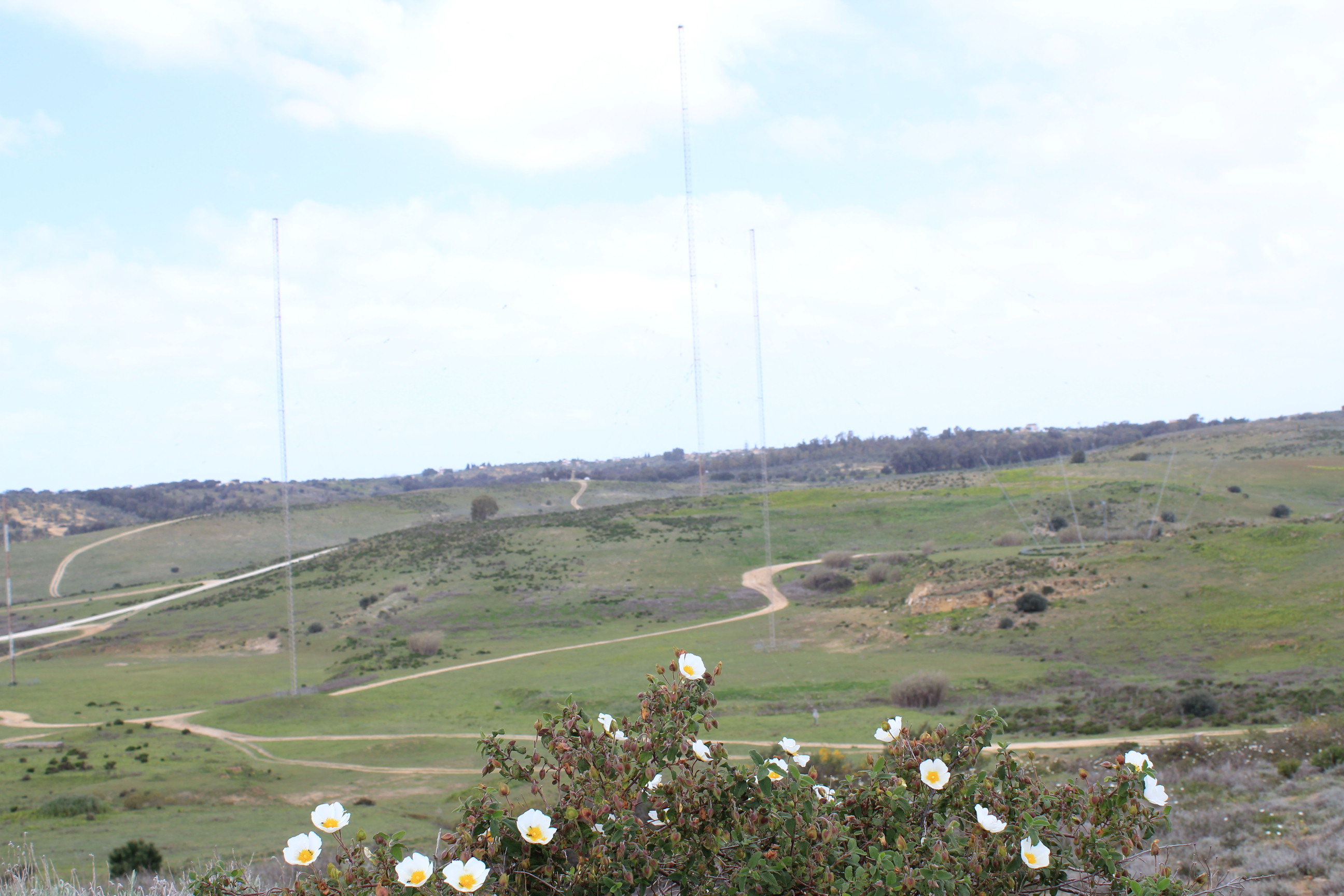
Campo delle trasmissioni ad alta e bassa frequenza presso la NRTF Niscemi

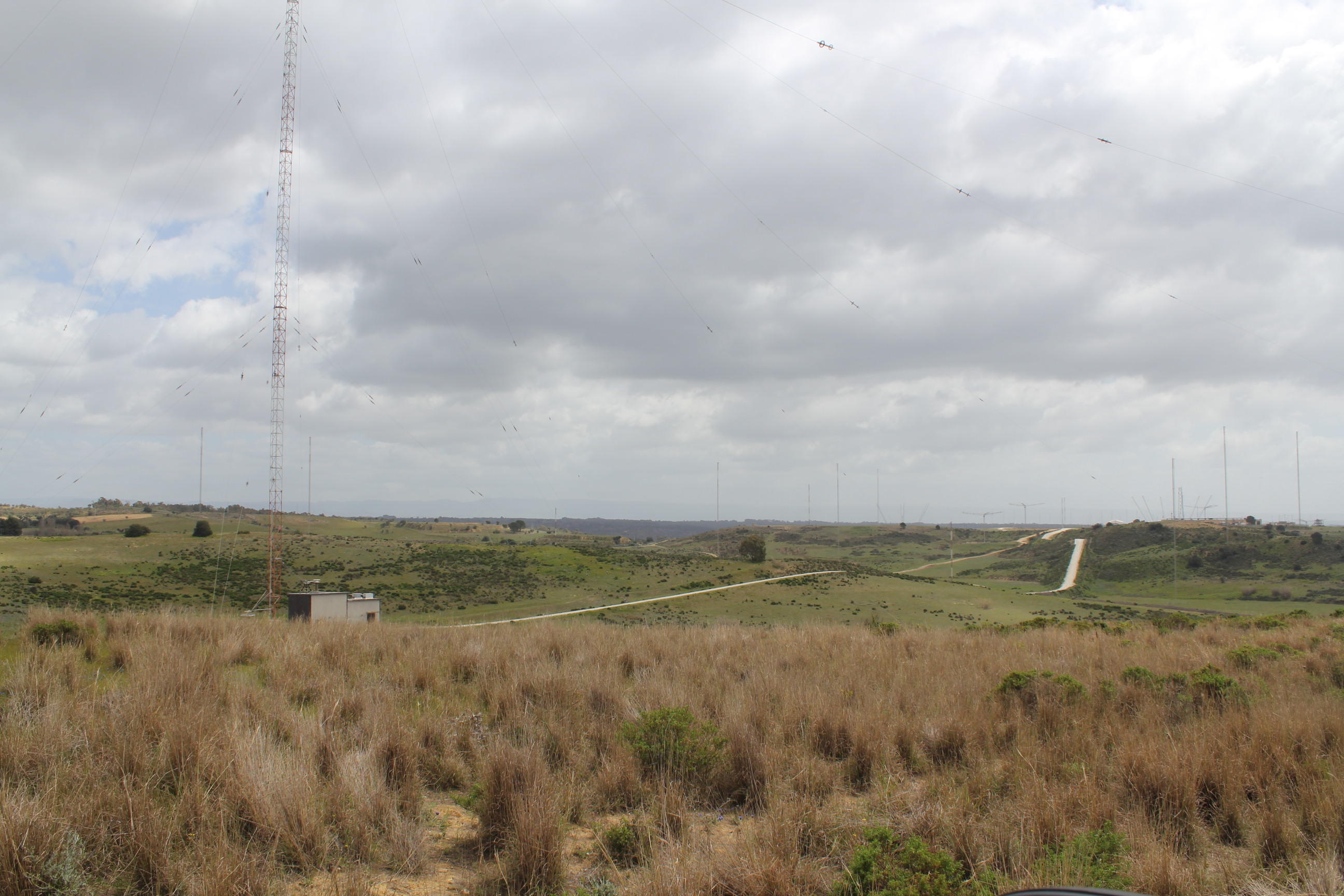
Naval Radio Transmitter Facility (NRTF) di Niscemi

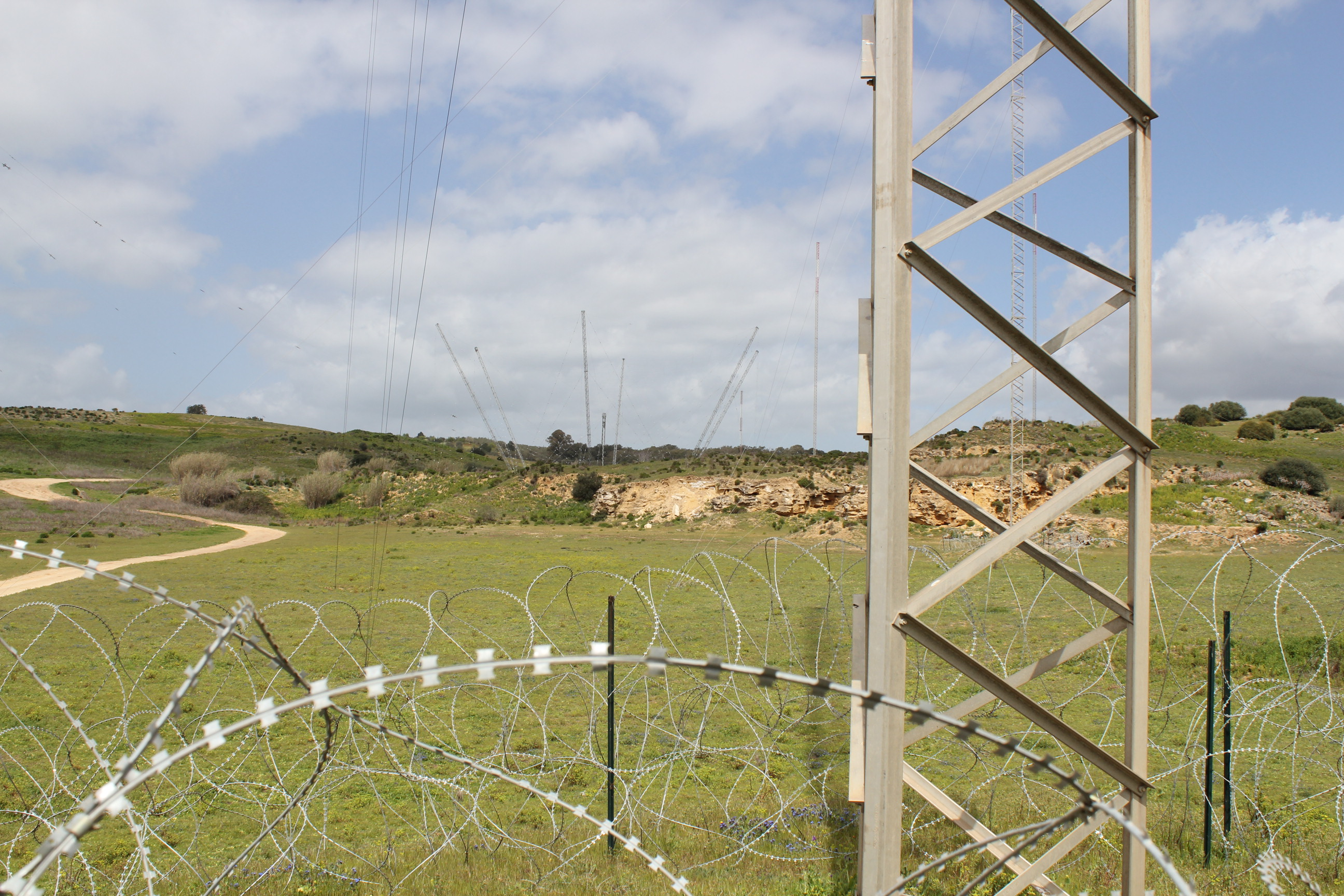
Torre di un'antenna logperiodica orizzontale, su cui è stato installato del filo spinato per prevenire pericoli di folgorazione verso eventuali persone estranee che tentassero di scalare la torre medesima

La stazione per le trasmissioni radio navali di Niscemi (in inglese: Naval Radio Transmitter Facility Niscemi, abbreviato in NRTF Niscemi) è una stazione radio della marina militare degli Stati Uniti d'America situata a Niscemi, nel libero consorzio comunale di Caltanissetta, in Sicilia.
Viene gestita dalla N92 Division of Naval Computer and Telecommunications Station  (Marina USA).
La stazione radio dispone di un sistema di trasmettitori ed antenna a bassa frequenza (LF) ed alta frequenza (HF). Dal 2015 è in costruzione il nuovo Mobile User Objective System (MUOS).
La struttura è oggetto di polemiche da parte della comunità locale per il timore fondato e scientificamente provato di effetti nocivi sulla salute, oltre al fatto che l'impianto è situato all'interno dell'area naturale protetta della sughereta di Niscemi. 
Francesca Scalisi ha diretto Valentina e i MUOStri  , un documentario del 2024 , stando a Niscemi a stretto contatto con la famiglia Terranova , residente a pochi metri dal MUOS , le cui onde elettromagnetiche interferiscono con la salute del signor Salvatore . Antonio Mazzeo ha pubblicato Il MUOStro di Niscemi . Per le guerre globali del XXI secolo . Editpress , Firenze 2013 

## Installazioni
La stazione radio  americana  dispone di un sistema di trasmissione a onde lunghe AN/FRT-95A ed ospita il Comando USAF HF SCOPE, parte del sistema di comunicazioni globali ad alta frequenza (HFGCS) e la nuova MUOS Ground Station della US Navy.
All'interno del campo radio è presente una antenna LF da 827 piedi, antenne da 44 HF (3–30 MHz), tre antenne paraboliche del MUOS Earth Terminal e due antenne elicoidali UHF per la ricerca della direzione satellitare. Diversi tipi di antenna HF sono installati, anche se la maggior parte di esse non è più in uso. 116 torri d'antenna sono installate per sorreggere 35 linee di trasmissione delle antenne. I tipi di antenna includono: quattro antenne logperiodiche (HLPA) su due alte torri, quattro antenne logperiodiche ruotabili (RLPA), sette antenne omnidirezionali orizzontali (HOBA) ognuna con 4 torri, sette High Take-Off Angle (HTOA), 11 antenne Dual Mode (DM) poste su 7 torri ognuna, 1 Spira-cone e 10 decommissioned Horizontal/Vertical HF Loop Antennae. I trasmettitori LF utilizzano un sistema non-line-of-sight propagation (NLSO) per le comunicazioni con i sottomarini.

## Proteste della comunità locale
Dal 2011 la stazione radio è stata oggetto delle proteste da parte della popolazione di Niscemi, preoccupata per l'espansione della base, che si trova all'interno del sito di importanza comunitario denominato riserva naturale orientata Sughereta di Niscemi, e i cui eventuali effetti nocivi di radiazioni elettromagnetiche dalle nuove stazioni di terra del MUOS potrebbero impattare sulla salute della fauna selvatica locale e sugli abitanti stessi.
Di fronte alle proteste, nel marzo 2013 il governo regionale siciliano ha revocato l'autorizzazione per l'installazione del MUOS, e ha commissionato uno studio indipendente all'Istituto Superiore di Sanità. Tale studio pubblicato nel luglio 2013 ha concluso che non vi era alcuna prova che le emissioni elettromagnetiche potessero costituire un rischio per la salute, ma ha altresì consigliato di proseguire il monitoraggio, cosicché l'autorizzazione è stata concessa nuovamente.
In seguito a ulteriori proteste dei comitati locali "No-Muos", che hanno poi organizzato manifestazioni bloccando la strada di accesso al sito, le autorità degli Stati Uniti hanno più volte affermato che le emissioni provenienti dal sito sono ben al di sotto degli standard di sicurezza concordati e hanno citato il funzionamento di un sito simile situato alle Hawaii, dove non vi sono stati problemi o incidenti.